# 黄成福
黄成福（ファン・ソンボク、朝鮮語: 황성복、1918年8月15日 - 2003年4月29日）は、朝鮮民主主義人民共和国（北朝鮮）の軍人。高麗人であり、ソ連派に属する。ロシア名はヴァレンチーン・イヴァーノヴィチ・フヴァン（ロシア語: Валентин Иванович Хван）。

## 生涯
1918年8月15日、極東ロシアのグロジェコヴォに生まれる。ウラジオストクの教育大学附属労働学校で3年間学んだ後、オムスクのM.V.フルンゼ名称合同軍事学校に入学して1938年に卒業した。卒業と同時に労農赤軍中尉に任官し、小隊長を務めるが、強制移住政策により除隊。サマルカンドの教育大学に入学、同校のフェルガナ移転後の1942年に卒業し、1942年から1945年までタシュケント州ユコリチルチク地区の高級中学校（高校）に校長として派遣される。
1945年8月、赤軍に徴集され、第25軍の軍事通訳として対日戦争に参戦。1945年9月から1948年まで平壌の第25軍司令部で勤務した。ソ連軍の撤退後、朝鮮人民軍第1師団のソ連軍事総顧問通訳官。1948年末から平壌学院副院長、1949年から人民軍最高司令部軍事教育処副処長。1950年6月中旬、第1軍団参謀長に任命されたが、朝鮮戦争開戦前日の6月24日昼、金雄軍団長の前線視察を失踪と誤認して兪成哲作戦局長に報告したところ、姜健総参謀長を経て金日成にまで情報が達し大騒動となる。結局、金雄はすぐに戻ってきたが、その日の夜に黄成福は解任され、第1軍団は参謀長不在のまま翌6月25日の開戦を迎えることになった。
その後、最高司令部一般部参謀長、軍事教育処長などを歴任した後、1954年から1956年まで万景台革命学院学院長を務めた。1956年にソ連へ帰国。タシュケントで政府から住居を提供されてタシュケント市人民委員会住宅管理部で働き、1968年に年金生活に入った。1990年5月、招請を受けて兪成哲、朴永彬、李春白、李世鎬らとともに北朝鮮を訪問。その時の冷遇ぶりに参加者らが不満を漏らしたところ、同年8月になって再び招請され、兪成哲を除いて再び訪朝。今度は前回姿を見せなかった金日成の主催する晩餐会が開かれ、かつての階級より1級上の階級章をつけた軍服まで貰って厚遇を受けたという。2003年4月29日没。